# Giovanni Menozzi
Giovanni Menozzi (Bagnolo in Piano, 28 marzo 1927) è un ex calciatore italiano, di ruolo centrocampista.

## Caratteristiche tecniche
Era un mediano.

## Carriera
Nella stagione 1946-1947 fa parte della rosa della Reggiana, in Serie B, senza però mai scendere in campo in partite di campionato; a fine stagione viene ceduto al Suzzara: con i bianconeri lombardi nella stagione 1947-1948 fa il suo esordio tra i professionisti giocando 6 partite nel girone B del campionato cadetto, nel quale la sua squadra arriva diciassettesima in classifica, retrocedendo in Serie C. Nella stagione 1948-1949 gioca con il Casale, con cui disputa 31 partite nel campionato di Serie C.
Nel 1949 fa ritorno alla Reggiana: con il club emiliano nella stagione 1949-1950 gioca da titolare nel campionato di Serie B, nel quale disputa 24 partite senza mai segnare; rimane rosa anche per l'intera stagione successiva, nel corso della quale disputa ulteriori 17 incontri nel campionato cadetto. A fine stagione fa ritorno dopo due anni al Casale: con la società piemontese nella stagione 1951-1952 gioca 20 partite nel campionato di Serie C, nel quale i nerostellati arrivano settimi in classifica per poi essere ammessi per l'anno seguente al nascente campionato di IV Serie. Nella stagione 1952-1953 realizza 2 reti in 21 presenze in IV Serie con la maglia della Cossatese.